# Avances y retrasos de válvulas

1=PMS
2=PMI
A: Admisión
B: Compresión
C: Combustión
D: Escape

Se denomina avances y retrasos de válvulas a los cambios en los momentos en que abren y cierran las válvulas en los motores de combustión interna de cuatro tiempos, con relación al momento teórico para hacerlo. El momento teórico para abrir y cerrar las válvulas es en el PMS y en el PMI (las válvulas de admisión abren en el PMS y cierran en el PMI, mientras que las válvulas de escape lo hacen a la inversa; ver Ciclo Otto), pero al adelantar las aperturas y retrasar los cierres, se consigue aumentar en forma significativa el rendimiento y las prestaciones del motor, al mejorar la velocidad con la que se vacía el cilindro de los gases de la combustión, y aumentar la cantidad de mezcla aire/combustible que ingresa al cilindro.

## Avances y retrocesos
Estos cambios son calculados por los ingenieros al diseñar el motor, y están relacionados con la posición de las levas en el árbol de levas. Para cambiar los avances y retrocesos de las válvulas, por ejemplo para aumentar la potencia en un motor destinado a competiciones, es necesario reemplazar el árbol de levas completo. Tanto el avance como el retroceso se mide en los grados que gira el cigüeñal antes o después de que el pistón alcance el PMS (punto muerto superior) o el PMI (punto muerto inferior). Los avances y retrocesos son cuatro, a saber:

### Avance de la Apertura de Admisión (AAA)
Si analizamos el funcionamiento de un motor de cuatro tiempos, vemos que el mejor momento para abrir la válvula de admisión es cuando el pistón se encuentra en el punto más alto de su recorrido (llamado punto muerto superior). Sin embargo, debido a que la mezcla aire/combustible se encuentra en movimiento, al abrir la válvula de admisión antes que el pistón llegue al PMS, permite que esta ingrese por más tiempo al cilindro, consiguiendo un mejor llenado.

### Retraso del Cierre de Admisión (RCA)
Por la misma razón, debido a la inercia que mantiene la mezcla aire/combustible, si mantenemos la válvula de admisión abierta un tiempo después que el pistón alcanzó el PMI, incluso cuando este está ya subiendo, permitimos que continúe entrando la mezcla, lo que permite un llenado aún mayor del cilindro, con el consiguiente aumento del rendimiento del motor. Otro motivo es el aumento de rendimiento o de aprovechamiento del trabajo que puede producir el motor al conseguir una carrera de expansión más larga que la de admisión, sin embargo construir un motor que consiga esto mecánicamente requiere muchísima complejidad y además de ello las pérdidas mecánicas serían incluso mayores al aprovechamiento, por no hablar de que la carrera de compresión también sería más larga, así que no sería rentable. Al retrasar el cierre de la admisión la carrera de compresión es más corta que la de expansión, consiguiendo este mayor aprovechamiento.

### Avance de la Apertura de Escape (AAE)
Suele ser de unos 40-45° antes del PMI, lo que permite vaciar el cilindro más rápidamente. Teóricamente, con esto se pierde potencia al estar los gases de la combustión haciendo presión sobre el pistón durante menos tiempo, pero esta pérdida es muy baja y se compensa con creces al aumentar la velocidad de vaciado del cilindro.

### Retraso del Cierre de Escape (RCE)
Al igual que en los casos anteriores, debido a la inercia que mantienen los gases de escape, éstos continúan saliendo por su válvula, incluso cuando el pistón pasó el PMS e inició la carrera descendente. La apertura de la válvula de admisión se efectúa momentos antes del cierre del escape, para optimizar, nuevamente debido a la inercia que presentan los gases frescos y quemados, el intercambio de los mismos dentro del cilindro.

## El "cruce de válvulas"
Este "solapamiento" en las aperturas de las válvulas de admisión y escape, llamado cruce de levas o cruce de válvulas, consiste en el espacio, medido en grados sexagesimales de giro del cigüeñal, en el que la válvula de escape y la de admisión se encuentran abiertas en forma simultánea. Suele ser de unos 20° a 25° para motores normales de uso urbano o carretera, y en el caso de los motores de altas prestaciones, para competición, puede llegar a 32° o incluso más.
Un cruce de válvulas amplio permite al motor alcanzar unas RPM más altas, pero su funcionamiento a bajas velocidades reducirá drásticamente el rendimiento del motor, entregando menos potencia y un par motor menor. Por el contrario, un cruce de levas corto, permitirá al motor obtener un buen rendimiento a regímenes bajos, pero por arriba de las 3500/4000 RPM (dependiendo del diseño del motor) sus prestaciones decaen.
El carácter compresible de la mezcla aire/combustible, unido a los fenómenos de inercia que se producen, permiten ampliar el espacio de apertura de las válvulas, optimizando el proceso de vaciado y llenado del cilindro (lo que suele llamarse la respiración del motor), haciéndolo más eficiente. Los gases producto de la combustión han alcanzado una alta velocidad al ser barridos por el pistón en su carrera ascendente, acercándose al PMS. Los gases de escape continúan saliendo por efecto de la inercia, aun cuando el pistón ha pasado el PMS y comienza a descender. Manteniendo abierta la válvula de escape se logra vaciar completamente el cilindro de estos gases, que continúan saliendo por efecto de la inercia ya mencionada, a pesar de que el pistón se encuentra descendiendo, ya en la fase de admisión.
Previo a lo expuesto anteriormente, adelantando la apertura de la admisión antes que el pistón llegue al PMS, permite que los gases de escape, que están ya saliendo a gran velocidad, arrastren tras de sí a los gases frescos, presentes en la lumbrera de admisión. Así se consigue un llenado del cilindro más rápido y completo. Cuanto mayor sean los ángulos AAA y RCE mayor será el intercambio. Por esta razón, para poder elevar las RPM del motor (al margen de otros cambios que pueden o deben hacerse en el motor), hay que acelerar el vaciado y llenado del cilindro. Esto se consigue, entre otras cosas, aumentando el cruce de válvulas. En cambio, a bajas RPM parte de los gases frescos escaparán por la válvula de escape antes que esta se cierre, con lo que la fuerza de la explosión es menor, y en consecuencia, disminuyen el par motor y la potencia.